# Paul Schneider (Organist)
Paul Schneider (* 2. Dezember 1920 in Alfter bei Bonn; † 30. Juni 2002 in Saarbrücken) war ein deutscher Organist und Hochschulprofessor.

## Leben
Schneider stammte aus einer rheinischen Organistenfamilie. Bereits als Schüler spielte er in seiner Heimatgemeinde in Alfter die Orgel.
Er studierte an der Staatlichen Hochschule für Musik in Köln. Sein wichtigster Lehrer im Orgelspiel war der spätere Kölner Domorganist und Hochschulprofessor Josef Zimmermann.
1946 wurde Schneider Organist an der Saarbrücker Christkönig-Kirche. Er übte diese Aufgabe bis zum Jahre 1990 aus. 1947 wurde er an die neugegründete Hochschule für Musik Saarbrücken als Professor für Orgel und Orgelimprovisation berufen, wo er eine stilbildende Orgelklasse aufbaute. Mit seiner fast 40-jährigen Lehrtätigkeit prägte er etliche Generationen von Orgelschülern. 1985 wurde er emeritiert, behielt aber für weitere sieben Jahre noch einen Lehrauftrag.
Für einige neue Orgeln entwarf Schneider mit Orgelbauern und Kollegen die Disposition, so bei den Mayer-Orgeln in St. Ludwig (Saarlouis) und St. Crispinus und Crispinianus (Lisdorf) sowie bei Umbau und Erweiterung der großen Klais-Orgel der Saarbrücker Christkönig-Kirche. Zu den dortigen Orgelkonzerten lud er die Organisten Marcel Dupré, Gaston Litaize, Marie-Claire Alain, Michael Schneider und Jeanne Demessieux ein. Kollegiale Verbundenheit pflegte er mit Albert Schweitzer, Michael Schneider und Daniel Roth. Zu seinen Schülern zählen Andreas Rothkopf, Dominique Sauer, Klaus Fischbach, Johannes Bruckmann, Helmut Deutsch, Karl-Ludwig Kreutz, Rainer Oster, Bernhard Leonardy, Klaus-Ewald Fischbach und Andreas Arand.

## Hausorgel
Die Hausorgel von Paul Schneider wurde 1967 von Hugo Mayer Orgelbau gebaut. Sie stand bis 2002 in seinem Haus in Alt-Saarbrücken. Nach seinem Tod wurde die Orgel verkauft und in der Kirche Mariä Heimsuchung in Farschweiler aufgestellt.
Die Disposition lautet: 
| I Positiv C–g3 |    |
| Holzgedeckt    | 8′ |
| Quintatön      | 4′ |
| Principal      | 2′ |
| Cymbel III–IV  |    |
| Holzkrummhorn  | 8′ |
| Tremulant      |    |

| II Hauptwerk C–g3 |    |
| Rohrflöte         | 8′ |
| Principal         | 4′ |
| Waldflöte         | 2′ |
| Mixtur 3f.        |    |

| III Solo C–g3 |    |
| Cornett 3-5f. | 8′ |
|               |    |

| Pedal C–f1  |     |
| Subbass     | 16′ |
| Weitgedackt | 04′ |

- Koppeln: I/II, III/II, I/P, II/P, III/P